# Бернард Кнубел
Бернард Кнубел (Минстер, 13. новембар 1872 — Минстер, 16. април 1957) је био немачки бициклиста који је учествовао на првим Олимпијским играма 1896. у Атини.
Кнубел је са још осам бициклиста учествовау у дисциплини трка на 100 км. Само двојица су завршила трку, а Кнубел је био последњи који је одустао после 41 километра.